# Радунка (заказник)
Радунка — ландшафтний заказник місцевого значення в Україні. Розташований в Дніпровський район Києва.

## Історія
Заказник був створений рішенням Київської міської ради № 715/3722 від 20.12.2017.

## Опис
Являє собою озеро Радунка природного походження – релікт колишньої деснянської протоки Радосині. Знаходиться між вулицями Марка Черемшини та Райдужною в Дніпровському районі Києва.

## Рослинний та тваринний світ
Озеро зберегло натуральний гідрорежим, характеризується різноманітною прибережно-водною та водною рослинністю. В її складі зустрічаються наступні види: кушир занурений (Ceratophyllum demersum), спіродела багатокоренева (Spirodella polyrhiza), ряска мала (Lemna minor), лепешняк великий (Glyceria maxima), рогіз вузьколистий (Typha angustifolia), рогіз широколистий (Typha latifolia), очерет (Phragmites australis), елодея канадська (Elodea canadensis), водопериця колосиста (Myriophyllum spicatum), гірчак земноводний (Persicaria amphibia), лепешняк плаваючий (Glyceria fluitans), ситняг болотяний (Eleocharis palustris). Тут також виявлені череда поникла (Bidens cernua) та рогіз Ляксманна (Typha laxmannii).
Озеро харктеризується багатою іхтіофауною. Слугує цінним місцем відпочинку мешканців прилеглого Райдужного житлового масиву.